# Момот Микола Семенович
Момот Микола Семенович (1932, с. Гродівка, Красноармійський район, Донецька область— 2017) — український оперний та концертний співак, соліст Донецького національного академічного театру опери та балету ім. А. Б. Солов'яненка, професор кафедри академічного співу Донецької державної музичної академії ім. С. С. Прокоф'єва, народний артист України (1976).

## Біографія
Закінчив Авдіївське залізничне училище (1947–1950).
Працював слюсарем та колійником у депо станції Ясинувата Донецької залізниці, шофером у рідному селі та шахтарем на шахті № 5-6 ім. Г.Димитрова (нині м. Мирноград, Донецька область).
Продовжив навчання у Сімферопольському залізничному технікумі, який закінчив у 1959 році.
У цьому ж 1959 р. вступає до Ленінградської консерваторії.
Народний артист України Вадим Писарєв віддаючи належне непростому шляху до творчості так пише про М. С. Момота: «Біографія Миколи Момота, без перебільшення, може служити підручником життя для майбутніх майстрів сцени, а його творчість — життєвим орієнтиром для молодого покоління».

## Нагороди
Нагороджений почесними грамотами Президії Верховної Ради України та Верховної Ради Білорусі.